# Where I Wanna Be
Where I Wanna Be è il secondo album in studio del cantante statunitense Donell Jones, pubblicato il 12 ottobre 1999.

## Tracce
1. U Know What's Up – 4:01 (Edward Ferrell, Darren Lighty, Clifton Lighty, Balewa Muhammad, Anthony Hamilton, Clifford Harris, Delvis Damon)
2. Shorty (Got Her Eyes on Me) – 3:12 (Donell Jones, Eric Williams, Wesley Hogges, Christopher Leslie, Melvin Lewis, Thomas Martin)
3. Where I Wanna Be – 4:13 (Donell Jones, Kyle West)
4. Have You Seen Her – 3:42 (Eric Williams, Wesley Hogges, Melvin Lewis, Kent Lawrence)
5. This Luv – 4:09 (Donell Jones, Sheldon Goode)
6. All Her Love – 4:35 (Donell Jones, Sheldon Goode, Jolyon Skinner)
7. It's Alright – 4:23 (Donell Jones, Sheldon Goode)
8. Think About It (Don't Call My Crib) – 5:37 (Donell Jones)
9. He Won't Hurt You – 4:50 (Donell Jones)
10. Pushin' – 4:55 (Edward Ferrell, Dareen Lighty, Clifton Lighty, Balewa Muhammad, Veronica McKenzie, Anthony Hamilton)
11. I Wanna Luv U – 4:18 (Donell Jones)
12. When I Was Down – 3:47 (Donell Jones, Sheldon Goode, Curtis Mayfield)
13. U Know What's Up (feat. Lisa Lopes) (Remix) – 4:03 (Edward Ferrell, Darren Lighty, Clifton Lighty, Balewa Muhammad, Anthony Hamilton, Clifford Harris, Delvis Damon, Lisa Lopes, Inga Nandi Willis)

## Classifiche
| Classifiche (1999) | Posizione massima |
| ------------------ | ----------------- |
| Regno Unito        | 47                |
| Stati Uniti        | 35                |